# Iwan Szewielow
Iwan Grigorjewicz Szewielow (ros. Иван Григорьевич Шевелёв, ur. 18 lipca?/31 lipca 1904 we wsi Aleksiejewka w guberni wołogodzkiej, zm. 19 stycznia 1998 w Moskwie) – funkcjonariusz radzieckich służb specjalnych, generał porucznik.

## Życiorys
Od października 1922 do września 1925 sekretarz komitetu wykonawczego rady gminnej w guberni wołogodzkiej, od września 1925 w wojskach OGPU, od września 1928 do czerwca 1930 kursant Wyższej Szkoły Pogranicznej OGPU. Od września 1930 kolejno pełnomocnik Oddziału I Wydziału I, VI, VIII i X Wydziału Specjalnego OGPU ZSRR/Głównego Zarządu Bezpieczeństwa Państwowego, od 5 grudnia 1935 porucznik bezpieczeństwa państwowego. Od 1932 członek WKP(b), od marca 1937 do maja 1938 zastępca szefa Oddziału VI Wydziału III Głównego Zarządu Bezpieczeństwa Państwowego, od 5 listopada 1937 starszy porucznik bezpieczeństwa państwowego, od maja do listopada 1938 szef Oddziału V Wydziału III Zarządu I Głównego Zarządu Bezpieczeństwa Państwowego, od 27 listopada 1938 do 1 lutego 1940 szef Oddziału VI Wydziału III Głównego Zarządu Bezpieczeństwa Państwowego. Od 1 lutego 1940 kapitan bezpieczeństwa państwowego i zastępca szefa Wydziału II Głównego Zarządu Bezpieczeństwa Państwowego. Od 26 lutego do 31 lipca 1941 zastępca szefa Wydziału II Głównego Zarządu Bezpieczeństwa Państwowego, 4 czerwca 1941 awansowany na majora bezpieczeństwa państwowego, od 31 lipca 1941 do 3 listopada 1942 szef Wydziału V Specjalnego NKWD ZSRR, od 3 listopada 1942 do 12 maja 1943 szef Zarządu V NKWD ZSRR, 14 lutego 1943 mianowany komisarzem bezpieczeństwa państwowego. Od 12 maja 1943 do 20 maja 1946 szef Zarządu V NKGB/MGB ZSRR. 9 lipca 1945 mianowany generałem porucznikiem, od 20 maja 1946 do 15 listopada 1949 szef Zarządu VI MGB ZSRR, od 15 listopada 1949 do 28 czerwca 1952 szef Głównego Zarządu Służby Specjalnej przy KC WKP(b). Od 17 marca do 14 maja 1953 szef Wydziału V Głównego I Zarządu MWD ZSRR, od 14 maja 1953 do 18 marca 1954 szef Wydziału IV Głównego I Zarządu MWD ZSRR, od marca do czerwca 1954 w dyspozycji Wydziału Kadr KGB, 15 czerwca 1954 zwolniony ze służby.

## Odznaczenia
- Order Lenina (24 listopada 1950)
- Order Czerwonego Sztandaru (4 grudnia 1945)
- Order Wojny Ojczyźnianej I klasy (5 listopada 1944)
- Order Czerwonego Sztandaru Pracy (dwukrotnie - 3 kwietnia 1942 i 3 kwietnia 1948)
- Order Czerwonej Gwiazdy (3 listopada 1944)
- Order „Znak Honoru” (26 kwietnia 1940)